# Phare de Gorling Bluff
Le phare de Gorling Bluff (en anglais : Gorling Bluff Light) ou East End Light est un phare actif situé à l'extrémité est de l'île Grand Cayman aux Îles Caïmans, en mer des Caraïbes.
Le phare est la pièce maîtresse du East End Lighthouse Park , géré par le National Trust for the Cayman Islands (en).

## Histoire
L’extrémité est de Grand Cayman est depuis longtemps réputée pour ses récifs dangereux situés sous la surface de l’océan, juste au large de ses côtes, et était autrefois connue sous le nom de "Cimetière des Caraïbes". La région fut le site du naufrage le plus célèbre de l'île, en 1794, Wreck of the Ten Sail (en). Miraculeusement, seulement huit vies ont été perdues dans la catastrophe lorsque dix navires marchands à voile se sont échoués dans des mers agitées. La région était peu peuplée à l'époque, mais les habitants de la ville de Bodden Town se sont regroupés pour aider les équipages des navires naufragés.

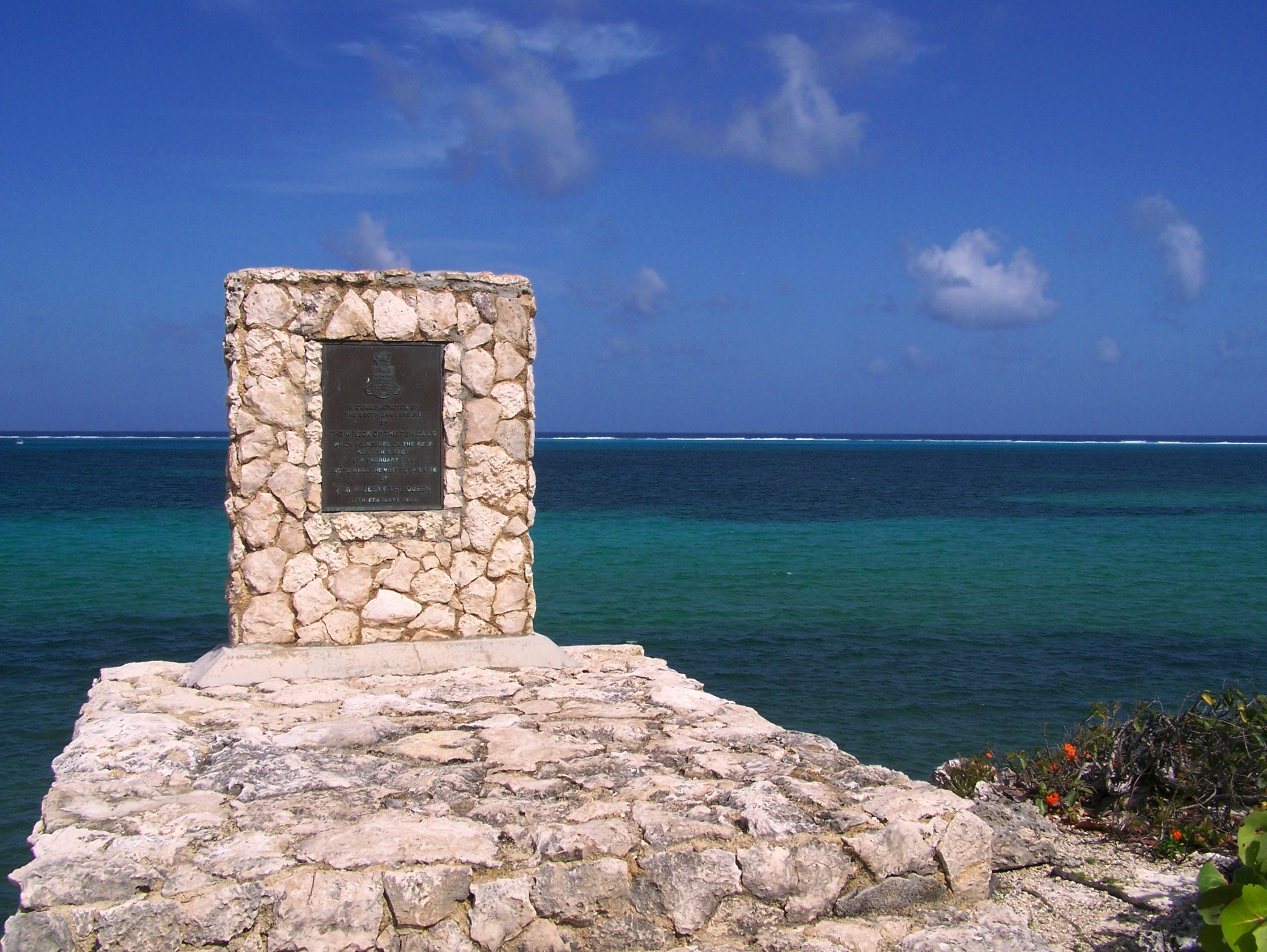
Mémorial Wreck of the Ten Sail

À la fin du XIXe siècle, le chenal est à Gun Bay est désigné port d’entrée pour la région. Une grande partie des affaires commerciales maritimes locales s’y déroulaient (activités de pêche et de pêche à la tortue), ainsi que le trafic des marchandises et du courrier.
Le premier phare de l'East End a été érigé à environ 800 mètres du site de l'actuelle tour. Il a été construit sur Gun Bluff au début du XXe siècle. C'était l'un des deux premiers phares construits sur l'île, le second a été construit à George Town à peu près au même moment. Sa structure consistait en un mât en acier de 18 mètres de haut, debout sur la falaise. William James Watler a été le premier gardien, veillant à ce que la lanterne au kérosène soit hissé au sommet du mât à 6 heures tous les soirs et descendu à 6 heures tous les matins. Une amende lui était infligée en cas de non-respect de cette consigne. Cette lumière était visible jusqu'à dix milles nautiques en mer (environ 19 km).
En 1918, il fut reconnu qu'un phare plus important était nécessaire, et un ingénieur français nommé Terrier fut chargé de planifier le projet. Un terrain à Gorling Bluff a été loué et une nouvelle structure a été construite, ainsi qu'un hangar pour le kérosène. Le nouveau site était parfait pour un phare, car il donnait une bonne vue sur les récifs voisins. C'était aussi le point culminant du district de East End. La nouvelle structure était un mât en acier cylindrique soutenant un cadre en bois avec une lampe à pétrole à trois mèches. Deux gardiens, Austin B. Conolly et le Capitaine de police Elliott Conolly, ont été nommés pour superviser l’entretien et l’allumage de la lumière. Des vestiges de ce phare sont encore visibles à côté de la tour actuelle, tandis que sa lampe au kérosène se trouve maintenant au Musée national des îles Caïmans (Cayman Islands National Museum).
Avec l'achèvement, en 1935, de la route côtière longeant la côte sud de Grand Cayman, le district de East End a cessé d'être aussi isolé que par le passé et n'a plus été utilisé comme port d'entrée. En conséquence, l'ancien phare a été jugé moins nécessaire, car il était plus facile d'accéder au village par voie terrestre. La tour est restée en service jusqu'en 1937, lorsque le Royaume-Uni a fourni cinq balises de conception moderne destinés à être dispersés entre les trois îles des îles Caïmans. Il était nécessaire que celles-ci soient érigées sur les propriétés du Royaume-Uni. En conséquence, Gorling Bluff fut acquis et le nouveau phare établi sur celui-ci.
Les premières lumières de la nouvelle structure étaient automatiques, et pouvaient rester autonomes jusqu'à six mois. En conséquence, l'emploi de gardiens de phare n'a plus été jugé nécessaire. Cependant, à l’aube de la Seconde Guerre mondiale, il fut décidé qu’étant donné sa hauteur et son emplacement, le site mériterait d’être transformé en poste de guet, et des gardiens furent affectés à cette fin. Ils ont également servi de guetteurs jusqu'à ce que les hostilités éclatent, la lumière tombant alors sous la juridiction de la police locale. Albert Connor resta en charge jusqu'à la formation, en juin 1942, de la Home Guard des îles. La Garde surveillait les côtes de Grand Cayman 24 heures sur 24, et une équipe de quatre hommes, commandée par un caporal, était en poste à East End. Bien qu'entraînés, ils étaient rarement armés mais utilisaient de puissantes jumelles pour scanner la région. Les hommes avaient une petite caserne contenant un dortoir, une cuisine et des latrines extérieures, ainsi qu'une ligne téléphonique les connectant directement au bureau central de George Town, auquel ils se rapportaient toutes les demi-heures.
Le phare de Gorling Bluff reste une aide à la navigation active, administrée à cette fin par l'Autorité portuaire des îles Caïmans. Aujourd'hui, il est alimenté par l'énergie solaire. Le National Trust pour les îles Caïmans à effectuer des travaux autour de la structure afin de rendre le site plus présentable. Un escalier de trente-sept marches a été installé menant au sommet de la falaise, et des voies de passage pour les visiteurs ont été créées. Les parterres de fleurs montrent des exemples de diverses plantes utilisées comme médicaments par les premiers colons des îles.

## Description
Ce phare est une tourelle pyramidale à claire-voie, avec une galerie et une balise moderne de 8 m de haut, sur une base peinte en noir. La tour est peinte en blanc. Il émet, à une hauteur focale de 22 m, deux éclats blancs de 1.2 seconde par période de 20 secondes. Sa portée est de 12 milles nautiques (environ 22 km).
Identifiant : ARLHS : CAY-001 - Amirauté : J5226 - NGA : 110-13727.
|              |
| Grand Cayman |

### Lien connexe
- Liste des phares des îles Caïmans